# Vogelbestimmung

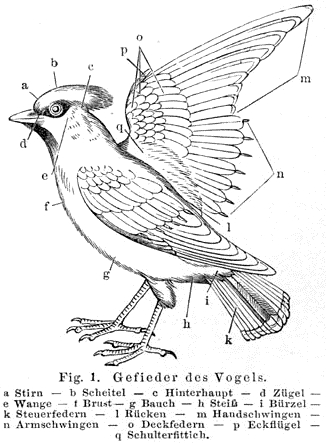
Gefieder des Vogels (Meyers Konversationslexikon 1888)

Als Bestimmung einer Vogelart bezeichnet man die Zuordnung eines individuellen Vogels auf Grund von charakteristischen Merkmalen zu einer definierten Art – also zur Grundeinheit der biologischen Systematik. Weltweit werden etwa 11.000 rezent lebende Vogelarten unterschieden. In Deutschland wurden bislang mehr als 300 Brutvogelarten nachgewiesen.
Die Bestimmung beruht auf dem morphologischen Artkonzept, basierend auf der Annahme, dass eine Gruppe von Individuen gemeinsame charakteristische Artmerkmale hat, mithilfe derer die Zugehörigkeit zu einer Art klar abgrenzbar ist und die so anhand äußerer Merkmale bestimmt werden können.

## Artenkenntnis und Artenschutz
Für den Artenschutz ist die Kategorisierung von Arten von sehr großer Bedeutung. Durch die Schaffung einheitlicher Gruppierungen kann man bei Naturschutzgesetzgebungen artspezifische klare Regelungen treffen. In der Ornithologie sind neben hauptamtlichen Wissenschaftlern auch zahlreiche Amateure tätig, die zum Teil sehr wichtige Beiträge zur Erforschung und zum Schutz der Vogelwelt leisten. Denn nur auf einer qualitativ guten, breiten Datengrundlage kann man abschätzen, welche Arten oder Lebensgemeinschaften gefährdet sind und warum.  Damit ist die Bestimmung der Art eine wesentliche Voraussetzung für den Artenschutz und die Umsetzung der Konvention zur biologischen Vielfalt. Mit den Programmen des Brutvogelmonitorings wird die Bestandsentwicklung der Brutvogelarten von der Küste bis zu den Alpen verfolgt. Rund 9 Millionen Vogelbeobachtungen wurden alleine im Jahr 2020 über das Online-Meldeportal ornitho.de und die zugehörige App NaturaList gemeldet. Rund ein Viertel enthält Angaben zum Brutverhalten der Vögel. Der Verbindung von behördlichem und ehrenamtlichem Naturschutz kommt daher ein außerordentlicher Stellenwert zu. Das Bundesamt für Naturschutz stellt in seinem Artenschutzbericht 2015 fest: Daher ist es wichtig, Naturerfahrung und Artenkenntnisse im Biologieunterricht verstärkt zu verankern,  die Förderung und Einrichtung von Arbeitsgruppen für Ökologie und Naturschutz an Hochschulen und Naturkundemuseen zu unterstützen, Naturschutz- und Fachverbände und Fachvereine bei der Vermittlung von Artenkenntnissen zu unterstützen und  den Aufbau von Expertennetzwerken zu fördern.

## Artenkenntnis in der Bevölkerung
Die Fachhochschule Weihenstephan und der Bayerische Landesbund für Vogelschutz haben 2008 eine Umfrage an bayrischen Schulen durchgeführt.

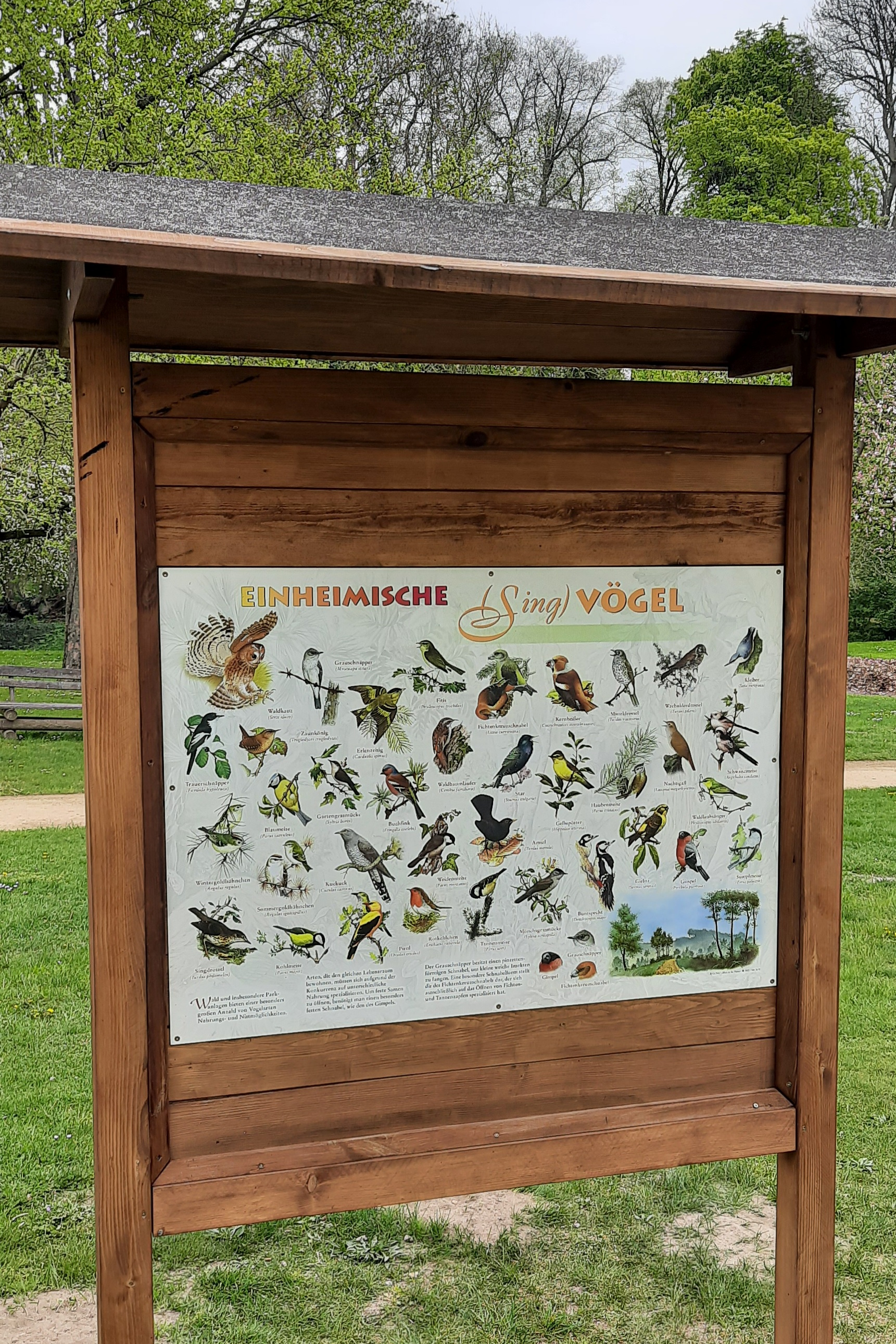
Infotafel Singvögel

Dabei befragten sie 3228 Schüler aller Schulformen nach den zwölf häufigsten Vogelarten des Landes. Ergebnis war: Den Buchfinken, die häufigste Vogelart Bayerns konnte nur jeder zwanzigste Schüler identifizieren. Im Durchschnitt kannten die Kinder nur vier Vogelarten. Der Spatz (Haussperling bzw. Feldsperling) war nur einem Drittel bekannt. Acht Prozent der Schüler konnten nicht einen einzigen Vogel richtig bestimmen. Das Bild passt zu dem, was Wissenschaftler aus biologischen Forschungseinrichtungen berichten.
Um dem Trend der Abnahme der Artenkenntnis etwas entgegenzusetzen, will sich beispielsweise der Bayerische Landesbund für Vogelschutz diesem Trend entgegenstellen und sich künftig verstärkt in die Vermittlung und Entwicklung von Artenkenntnissen auf allen Wissensebenen und in der gesamten Bevölkerung einbringen.
Die Fachhochschule Weihenstephan veröffentlichte 2021 auch eine repräsentative Studie, die unter Erwachsenen durchgeführt wurde. Unter Mitwirkung des Meinungsforschungsinstitutes Forsa hat sie eine repräsentative Gruppe von 1003 Erwachsenen in Bayern ausgewählt und nach ihrer Artenkenntnis befragt. Die Ergebnisse zeigen wie bei den Schülern mangelhafte Kenntnisse der einheimischen Vogelarten. Jeder siebte Befragte war nicht einmal in der Lage eine Amsel zu identifizieren. Der Haussperling war nur 60 Prozent der über 18-Jährigen bekannt. Er wurde in der Regel jedoch als Spatz bezeichnet. Den korrekten Namen Haussperling kannten nur vier Prozent der Befragten. Im Durchschnitt erkannten die Studienteilnehmer nur sechs der 15 vorgestellten heimischen Vogelarten, nach denen gefragt wurde. Ein halbes Prozent der Befragten konnten alle 15 Arten identifizieren. Knapp 10 Prozent erkannten keinen der 15 Vögel. Es wurde konstatiert, dass die über 60-Jährigen deutlich besser abschnitten als die unter 30-Jährigen.

## Artbestimmung anhand charakteristischer Artmerkmale

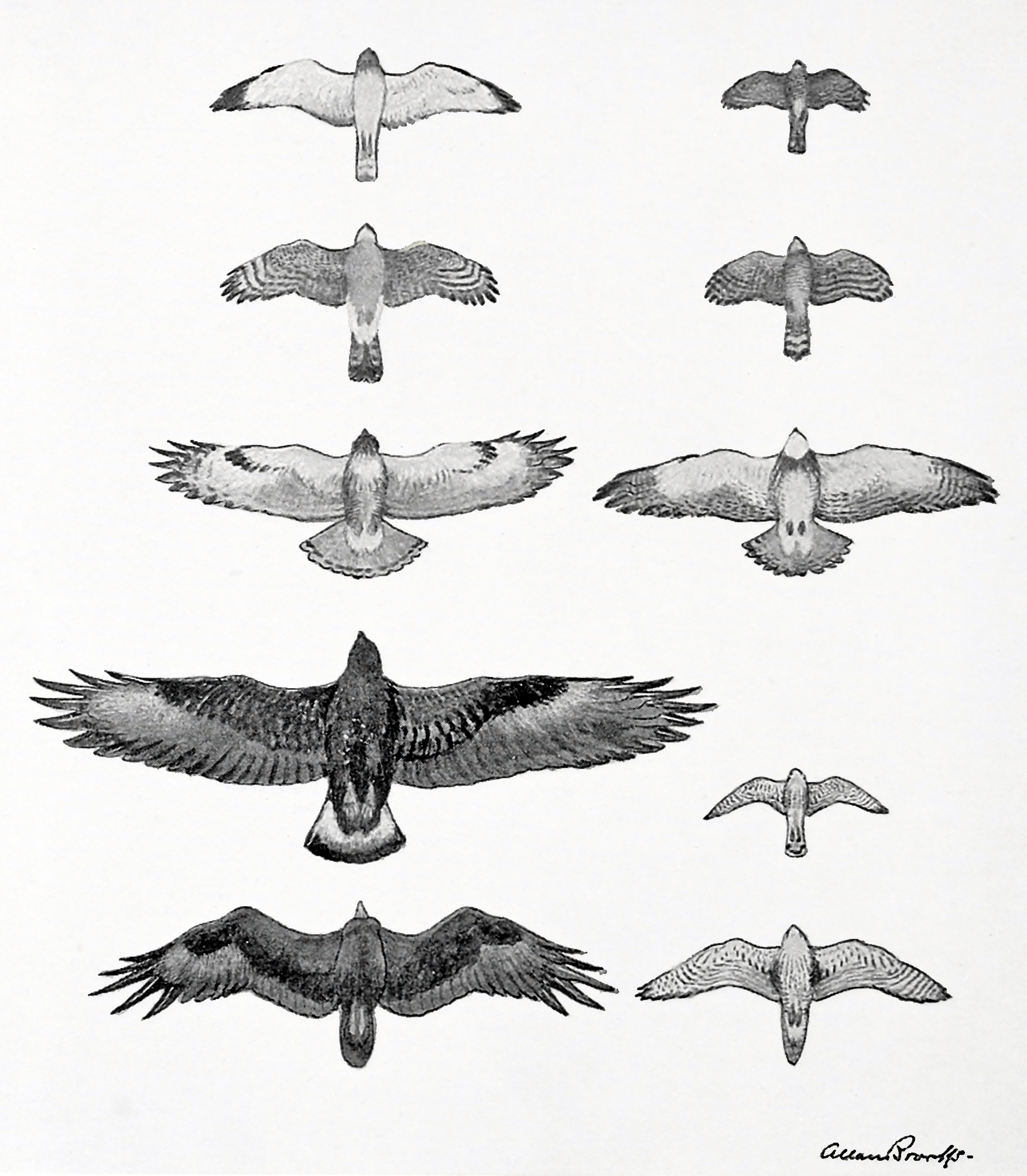
Vergleich von Flugbildern (Vögel des Yosemite-Nationalparks)

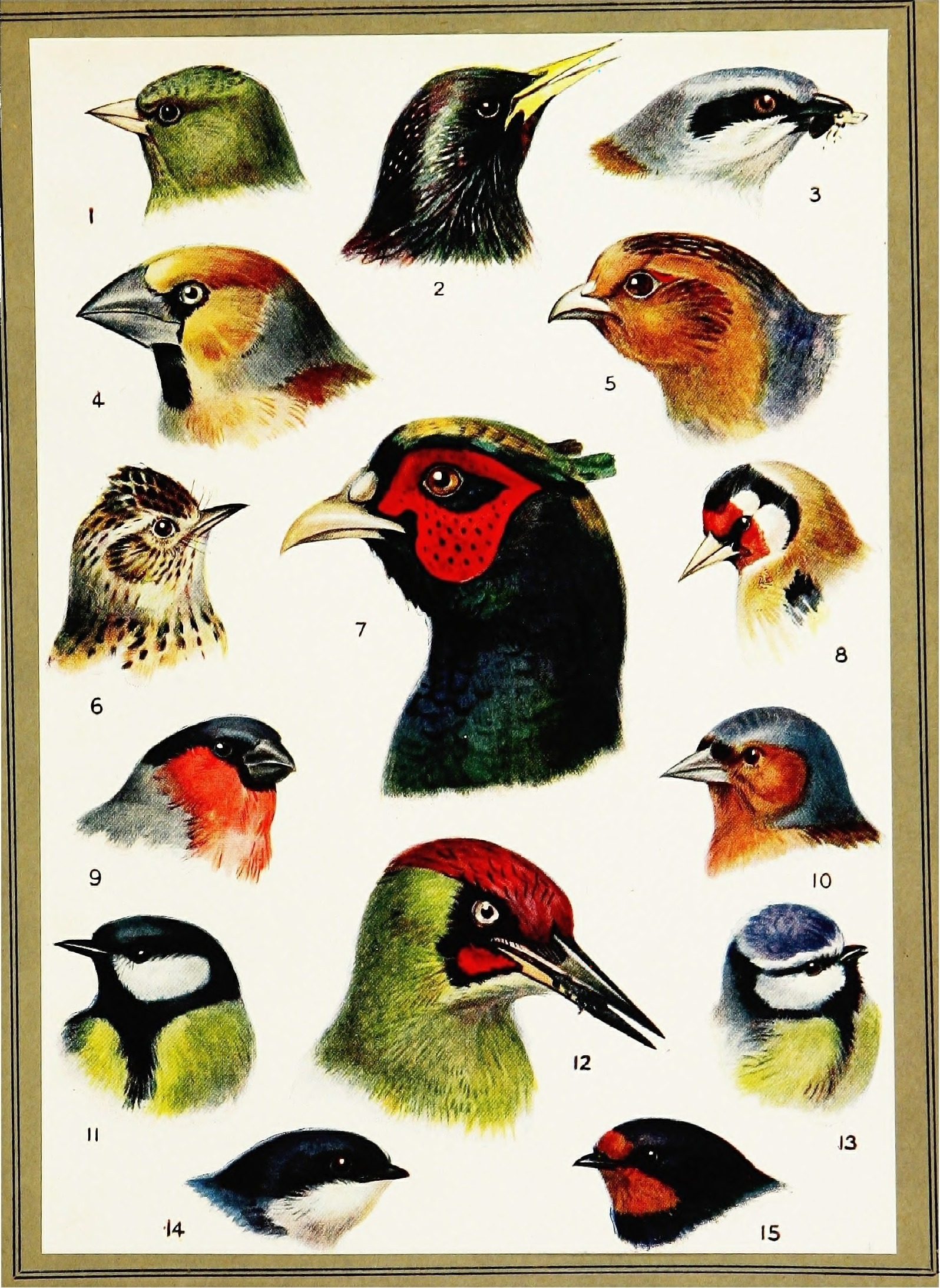
The British bird book (1921)

Um Vögel sicher bestimmen zu können, muss man deren wichtigsten Merkmale kennen. Dazu gehört zum Beispiel die Kenntnis der Größe, der Farben des Gefieders, des Lebensraumes oder der Stimme. Es bietet sich an, einige häufige Arten als Vergleichsgröße einzuprägen. Mit Blick auf die Färbung des Gefieders und die Größe muss beachtet werden, dass bei vielen Arten Unterschiede zwischen Männchen und Weibchen sowie zwischen Jung- und Altvögeln vorhanden sind. Es gibt jedoch auch Vogelarten, bei den es keinen Unterschied in der Färbung des Gefieders gibt, wie zum Beispiel bei Laubsängern, Baumläufern und Meisen. Ferner haben viele Arten während der Balz- und Brutzeit ein farbenfrohes Prachtkleid. Während der anderen Zeit tragen diese Vögel das weniger auffällige Schlichtkleid. Der Gefiederwechsel von einem Kleid zum anderen findet während der Mauser statt. Im Folgenden werden wichtige Merkmale dargestellt, die zur Bestimmung einer Vogelart genutzt werden.

### Artmerkmale
Größe: Die Größe eines Vogels ist ein wichtiges Bestimmungsmerkmal. Diese lässt sich mit bekannten Arten, wie zum Beispiel Amsel, Star, Sperling, Krähe oder Mäusebussard vergleichen.
Färbung: Bunte Vögel wie Eisvogel und Pirol sind leicht an ihrer Färbung zu erkennen. Bei anderen Vögeln muss man genauer differenzieren. Dabei ist insbesondere auf die großflächige Färbung von Kopf, Ober- und Unterseite zu achten. Von wichtiger Bedeutung ist auch die Färbung federloser Partien wie Schnabel, Augen und Beine.
Zeichnung: Oft gibt es unscheinbar gefärbte Vögel, deren Grundfarbe braun oder grün ist. Dann ist die sogenannte Zeichnung des Vogels – also die Bänder, Flecken, Streifen oder Musterungen – von besonderer Bedeutung für die Bestimmung der Art. Zur Zeichnung gehört auch die sogenannte Flügelbinde. Das ist eine Gefiederzeichnung, die sich auf dem Flügel befindet  und mehr oder weniger einer schmalen Binde ähnelt. Andere Vögel sind gesperbert. Als Sperberung werden die auf hellem, gelblichem oder weißlichem Untergrund dunkel quer gebänderten Gefiederzeichnungen im Brust-, Bauch- und Flankenbereich von Vögeln beschrieben. Sie ähneln in Färbung und Struktur jenen des Sperbers.
Gestalt: Die Größenverhältnisse der Körperteile zueinander prägen die Gestalt des Voges. Der Vogel kann schlank oder dick, länglich oder kompakt erscheinen. Ein prägendes Merkmal kann auch die Länge bzw. die Form von Schnabel, Flügel, Beinen oder Schwanz des Vogels sein. Bei manchen Vögeln kann das Flugbild, das heißt die von unten zu sehenden Umrisse eines fliegenden Vogels, entscheidend für die Bestimmung sein. Vor allem bei größeren Vögeln wie den Greifvögeln kann man anhand des Flugbildes ganz häufig bestimmen, um welche Art es sich handelt. Dabei ist insbesondere auf die Proportionen von Flügeln und Schwanz zu achten. Bei Greifvögeln sind die sogenannten Handschwingen ein Bestimmungsmerkmal. Das sind die äußeren großen, kräftigen und stabilen Federn des Vogelflügels.
Bewegung/ Flug: Die Bewegung eines Vogels ist ein weiteres charakteristisches Merkmal für die Art. Enten und Watvögel schlagen beim Flug ständig mit den Flügeln. Sie haben dadurch eine gerade Flugbahn. Singvögel hingegen flattern nur kurzzeitig und haben daher oft eine wechselnde Flugbahn. Man kann unterscheiden, ob der Flug eines Vogels gleichmäßig und geradlinig, schwebend oder eher hüpfend und wellenförmig ist.  Auch die Bewegung am Boden ist von Interesse. Einige Vögel stolzieren aufrecht, wieder andere hüpfen über den Boden.
Manche Vögel wie zum Beispiel Seeadler sind oft im Gleit- oder Segelflug zu beobachten. Eine andere Flugart ist der Rüttelflug. Dabei bleibt die Position des Vogels in Bezug auf den Boden unverändert. Der Flügelschlag ist schnell, der Schwanz meist breit gefächert und etwas zum Körper geknickt. Insbesondere der Turmfalke ist für seinen Rüttelflug bekannt. Bussarde zum Beispiel nutzen sowohl Gleit- als auch Rüttelflug. Weihen bevorzugen den sogenannten Gaukelflug. Dieser erfolgt bei der Suche nach bodennaher Beute mit leicht nach oben gehaltenen Flügeln in geringer Höhe über dem Boden. Die Beute wird am Boden aus kurzer Distanz überrascht und gegriffen. Der Gaukelflug ist – wie im Video dargestellt – durch eine hin- und herschwenkende Flugart gekennzeichnet.
Stimme: Rufe und Gesänge sind artspezifisch für eine Vogelart. Folgende Rufe bzw. Gesänge lassen sich unterscheiden: Löcktöne, Angstrufe, Drohlaute und Balzgesänge, die der Werbung dienen.
Vorkommen/ Lebensraum:  Der Ort, an dem man einen Vogel beobachtet, kann einen Hinweis auf die Art geben. So findet man zum Beispiel Steinadler in Deutschland ausschließlich in den Alpen. Der Seeadler ist hingegen hauptsächlich im Norden Deutschlands in der Nähe größerer Gewässer anzutreffen. Außerdem braucht er Wälder mit alten, stabilen Bäumen oder Klippen, an denen er seine gewaltigen Horste bauen kann. Andere Vögel wie die Rohrsänger, Rohrammer oder Rohrschwirl haben ihren typischen Lebensraum im Schilfgürtel.
Lebensweise: Auch die Lebensweise, wie zum Beispiel der Gesang vorgetragen wird, kann einen Hinweis auf die Art liefern. So ist zum Beispiel die Feldlerche ein ausgesprochener Flugsänger. Auch die Schwalben und den Mauersegler kann man vorrangig in der Luft beobachten. Sogenannte Wartensänger wie die Amsel oder die Singdrossel tragen ihren Gesang meist aus einer erhöhten Position vor. Im Gegensatz dazu sitzen die Nachtigall  oder der die Gartengrasmücke meist versteckt im Dickicht und lassen dort ihr Lied erklingen.

### Bestimmungsschlüssel
Ein wichtiges Instrument zur Bestimmung einer Art kann ein sogenannter Bestimmungsschlüssel sein. Hierunter versteht man in der Biologie ein System zur genauen Bestimmung oder Klassifizierung von Lebewesen. Bei den traditionellen Bestimmungsschlüsseln handelt es sich um eine Abfolge von Fragen bzw. einer Aufzählung von Merkmalen. Dabei gibt es immer mindestens zwei mögliche Antworten. Bestimmungsschlüssel wird  weiter verzweigt, solange mehrere Bestimmungsergebnisse möglich sind. Am Ende erhält man als Ergebnis die bestimmte Art.

## Artbestimmung am Beispiel von Greifvögeln

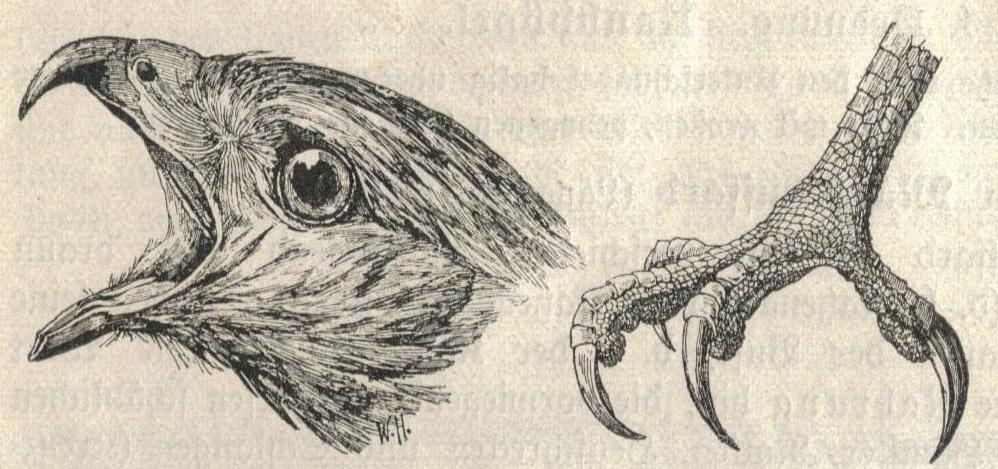
Kopf und Fuß eines Bussards

Ursprünglich wurden die später als Greifvögel (Accipitriformes) bezeichneten Tiere mit den Eulen  und den Falkenartigen (Falconiformes) in der Ordnung Raubvögel  zusammengefasst. Jedoch erkannte man im späten 19. Jahrhundert, dass die Eulen und Falken nicht näher mit den anderen verwandt sind.
Die Greifvögel sind eine äußerlich sehr vielgestaltige Gruppe von Vögeln. Die Größenunterschiede vom kleinsten zum größten in Deutschland brütenden Vertreter sind erheblich.  Der Sperber unterscheidet sich in Größe und Gestalt erheblich vom Seeadler. Moderne Untersuchungsmethoden der Molekularbiologie haben darüber hinaus gezeigt, dass die heutigen Greifvögel sehr unterschiedliche Ursprünge haben. Ähnlichkeit besteht teilweise nur in der Lebensweise und ihrem Verhalten. Der Name Greifvogel verweist bereits auf das wesentliche gemeinsame Merkmal. Greifvögel greifen ihre Beute mit den Füßen beziehungsweise Zehen oder Krallen. Das haben sie mit den Eulen gemeinsam. Greifvögel sind jedoch gekennzeichnet durch einen Fuß mit vier Zehen, von denen drei nach vorne und eine nach hinten gerichtet ist. Eulen haben zwei Zehen nach vorne und zwei nach hinten. Ein weiteres Merkmal der meisten Greifvögel ist der sehr kräftige, im Gegensatz zu den Eulen unbefiederte Fuß.  Bei den Greifvögeln ist dieser mit Hornschuppen bedeckt. Die Krallen der Greifvögel sind spitz und stark gekrümmt. Dadurch sind sie in der Lage ihre Beute besonders sicher im Griff zu halten. Bei einigen Arten wie Adlern und Habichten dienen die Krallen auch zum Töten der Beute.
Ein weiteres wichtiges Merkmal der Greifvögel ist der kräftige krumme Schnabel, bei dem der Oberschnabel deutlich länger als der Unterschnabel ist. Beim Vergleich von Eulen und Greifvögeln kann man weiterhin feststellen, dass Eulen einen großen dicken Kopf und Greifvögel einen relativ kleinen Kopf haben. Weltweit werden mehr als 300 Greifvogelarten unterschieden. Greifvögel sind insbesondere an ihrer äußeren Gestalt und ihrem charakteristischen Flugbild zu erkennen.

### Das Flugbild als Bestimmungsmerkmal von Greifvögeln
| Bestimmungsmerkmale für Greifvögel | Bestimmungsmerkmale für Greifvögel | Bestimmungsmerkmale für Greifvögel |
| --- | ---------------------------------- | --- |
| Bussarde breite Flügel, breiter Schwanz, Segelflieger und Rüttler                                                                                      | Flugbild Mäusebussard              | Wespenbussard: etwas größer (50–60 cm) und langflügeliger als der Mäusebussard, Hals im Flug schlank und der Kopf taubenartig vorgestreckt Mäusebussard: Länge: 51–57 cm, neben dem Sperber häufigster europäischer Greifvogel, großer runder Kopf, farblich sehr variabel, meistens jedoch helles Brustband, segelt häufig, rüttelt selten, breite Flügel, kurzer Schwanz |
| Adler breite, lange Flügel, meist ausgespreizte Handschwingen, (stark gefingert), großer breiter Schwanz, Segelflieger                                 | Flugbild Seeadler                  | Seeadler: Länge: 74–92 cm, Flügelspannweite: bis zu 2,50 m, breite, brettartige Flügel, kurzer, keilförmiger Schwanz, großer Kopf mit klobigem gelben Schnabel, braunes Gefieder, weißer Schwanz und heller Kopf, Rufe: „klie-klie-klie-klie“ Schreiadler: Länge: 55–67 cm, adlertypisches Flugbild aber nur wenig größer als ein Mäusebussard, Gefieder ziemlich einheitlich braun, Namensgebung dank der häufig zu hörenden „tjück“-Rufe. Steinadler: Länge: 90–100 cm, Flügelspannweite: bis zu 2,30 m, sehr lange und breite Flügel, langer Schwanz, Gefiederfärbung bei Altvögeln dunkelbraun, kommt z. B. in den Alpen Deutschlands, Österreichs und der Schweiz vor |
| Milane lange Flügel, langer gekerbter oder gegabelter Schwanz, Segelflieger                                                                            | Flugbild Roter Milan               | Rotmilan: Länge: 60–73 cm, besitzt eine deutlich spitzere Einkerbung (kann bei starker Spreizung aber auch wie beim Schwarzmilan aussehen) seines keilförmigen Schwanzes, an Flügelenden insgesamt 5 Außenfedern sogenannte Finger, Rotmilan deutlich häufiger als der Schwarzmilan, auffälliger rostroter Schwanz, insgesamt „buntes“ Gefieder – teils dunkel-, teils rostbraun, Kopf weißlich bis grau Schwarzmilan: Länge: 46–66 cm, Schwanzkeil eher halbrund , sechs Außenferdern bzw. Finger, einheitlich dunkelbraunes Gefieder und hellerer Kopf |
| Weihen lange Flügel, langer, schmaler, hinten abgerundeter Schwanz, langsamer Gaukler                                                                  |                                    | Rohrweihe: mit Abstand die häufigste Weihenart, wesentlich größer als Korn- und Wiesenweihe, Flügelhaltung V-förmig, im Flug einheitlich gefärbte Unterseite, beide Geschlechter überwiegend braunes Gefieder, kommt vor allem in größeren Schilf- und Röhrichtbeständen vor, im Balzflug laut „kiiäh“ rufend Wiesenweihe: nach Roter Liste in Deutschland als „stark gefährdet“, schwarze Flügelspitzen und Flügelbinden, Flügel unterseits beige mit brauner Querbänderung, weiß leuchtender Schwanzansatz (Bürzel), leichter, möwenartiger Flug Kornweihe: gilt als „vom Aussterben bedroht“, Männchen im Flug ober- und unterseits mit hellgrauer Färbung, schwarze Flügelspitzen, bräunlich gefärbte Weibchen von der Wiesenweihe nur anhand des kräftigeren Fluges und der breiter erscheinenden Flügel sehr schwer zu unterscheiden |
| Fischadler Flügel schmal und lang, Unterseite bis auf ein dunkles Brustband weiß, Brustband bei Weibchen stärker ausgeprägt                            |                                    | Der Fischadler gehört aufgrund zahlreicher besonderer Merkmale nicht zu den eigentlichen Adlern. Seine Oberseite ist dunkelgraubraun. Der Kopf ist weiß mit einem markanten, dunklen Augenband, das sich maskenartig bis zum Nacken zieht. In Deutschland gilt die Population des Fischadlers als gefährdet. Den größten Bestand Deutschlands gibt es Mecklenburg-Vorpommern. |
| Sperber durch kurze runde Flügel, langer Schwanz, besonders wendig, Unterseite ist weiß und fein quer gebändert (gesperbert), Pirschflug im engen Holz |                                    | Sperberweichen sind deutlich größer als die Männchen und daher mit Habichtmännchen zu verwechseln. Sperber fliegt mit hastigeren Flügelschlägen. Sie stürzen sich in Überraschungsangriffen auf ihre Beute und verfolgen sie mit spektakulären Manövern in dichten Wäldern oder zwischen Gebäuden. |
| Habicht durch kurze runde Flügel, langer Schwanz, besonders wendig, Unterseite weiß mit einer dunkelbraunen Querbänderung, Pirschflug im engen Holz    |                                    | Vergleich Habicht/ Bussard Im Unterschied zum Bussard hat der Habicht einen langen Schwanz und kurze, breite Flügel. Vergleich Habicht/ Sperber Der Habicht ist wesentlich größer als der Sperber. Das Flugbild ist dem des Sperbers ähnlich. Jedoch ist der Schwanz breiter und an den Ecken meist deutlich gerundet. Der gesamte Körperbau des Habichts ist kräftiger. Er schiebt im Gegensatz zum Sperber im Flug oft längere Gleitphasen ein. |

### Bestimmungsschlüssel für Greifvögel
In ornithologischen Bestimmungsbüchern verwendet man oft Bestimmungsschlüssel für bestimmte Ordnungen oder Gattungen beziehungsweise andere taxonomische Einheiten. Der hier vorliegende Schlüssel ist an Stresemann angelehnt.
| 1 | 1a) Schwanz gegabelt , siehe 2) (Milane) 1b) Schwanz nicht gegabelt, siehe 3)                                                                     | 7  | 7a) überwiegend braun, im Hochgebirge und ausgedehnten Wäldern, siehe 12) (Steinadler oder Schreiadler) 7b) ein wenig größer als Mäusebussard, Kopf und Kehle weiß, sehr helle Unterseite, Oberseite braun meist gewinkelte Flügel: Fischadler |
| 2 | 2a) Gefieder mehr fuchsrot, Schwanz tief gegabelt: Roter Milan 2b) Gefieder mehr braun oder rostgrau, Schwanz nur wenig gegabelt: Schwarzer Milan | 8  | 8a) Flügel und Schwanz lang, stets in offenem Gelände: siehe 11) (Weihen) 8b) Flügel und Schwanz breit, siehe 9) (Bussarde) |
| 3 | 3a) Schwanz keilförmig, bei Altvögeln weiß, brettartige Flügel: Seeadler 3b) Schwanz nicht keilförmig, siehe 4)                                   | 9  | 9a) Schwanz etwas schmaler: Wespenbussard 9b) Schwanz breit und gerundet: Mäusebussard (oder Rauhfußbussard – Wintergast) |
| 4 | 4a) Unterseite gesperbert, siehe 5) (Habicht oder Sperber) 4b) Unterseite nicht gesperbert, siehe 6)                                              | 10 | 10a) Gefieder überwiegend blaugrau, siehe 11) 10b) Gefieder eher braun, Nacken gelbweißlich: Rohrweihe |
| 5 | 5a) etwa bussardgroß: Habicht 5b) ungefähr turmfalkengroß: Sperber                                                                                | 11 | 11a) schwarze Flügelbinde: Wiesenweihe 11b) ohne schwarze Flügelbinde: Kornweihe |
| 6 | 6a) größer als ein Bussard, siehe 7) 6b) bussardgröße und darunter, siehe 8)                                                                      | 12 | 12a) Flügelbreite über 2 m, Schwanzwurzel heller als übriger Schwanz: Steinadler 12b) Flügelbreite unter 2 m, Schwanzwurzel dunkel, nur etwas größer als Mäusebussard: Schreiadler                                                             |

## Artbestimmung am Beispiel von Eulen

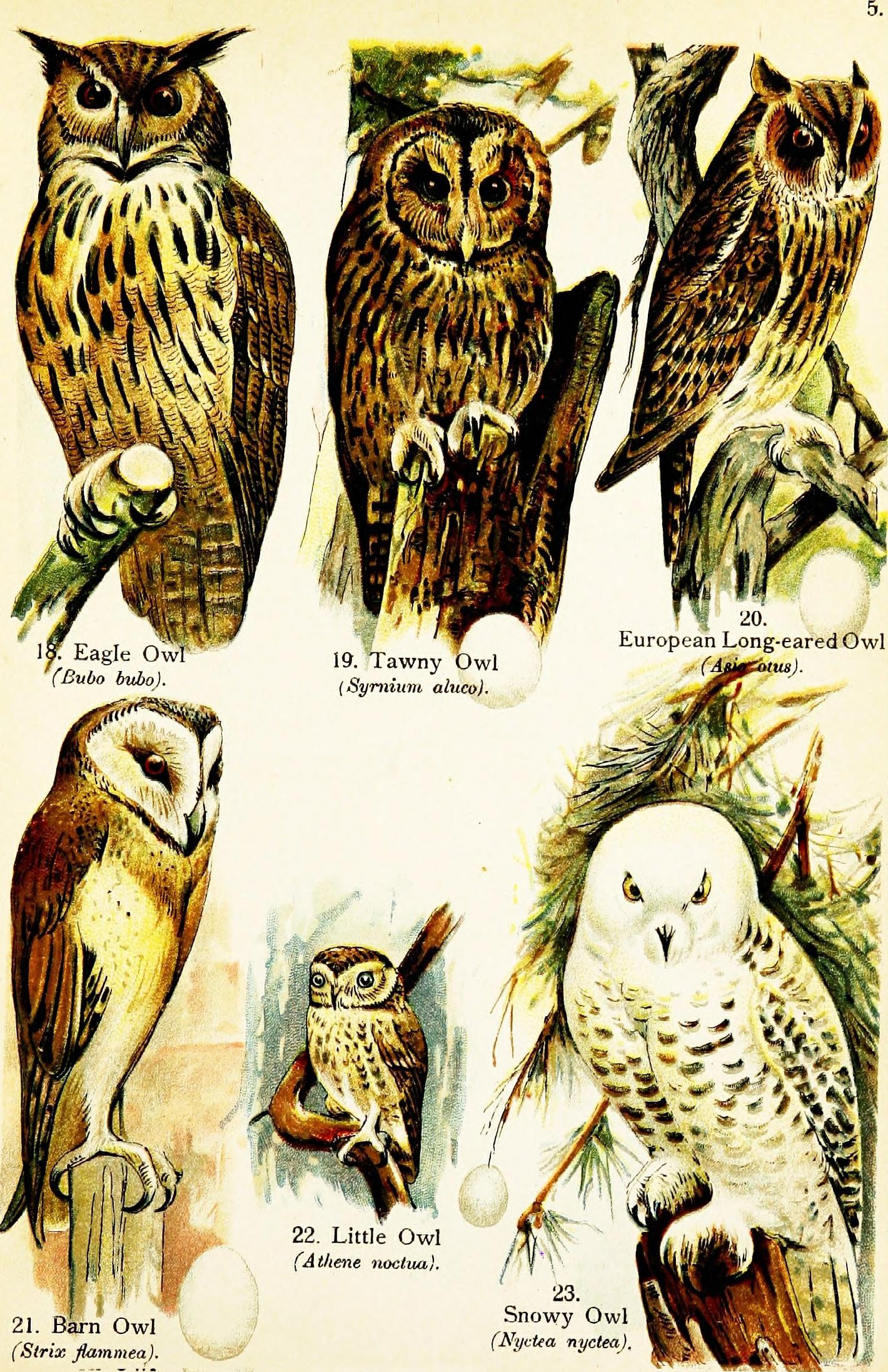
Uhu, Waldkauz, Waldohreule, Schleiereule, Steinkauz, Schneeeule

Von den 13 in Europa vorkommenden Eulenarten brüten in Deutschland insgesamt zehn. Die zahlenmäßig am häufigsten auftretende Art ist mit vermutlich mehr als 50.000 Brutpaaren der Waldkauz. Die zweithäufigste Eule in Deutschland ist die Waldohreule. Die größte rezente Eulenart der Erde ist der Uhu. Die Spannweite der Männchen beträgt durchschnittlich 157 cm, die der Weibchen 168 cm. Weiterhin kommen in Deutschland die Schleiereule, der Steinkauz, der Raufußkauz und der Sperlingskauz vor. Eher selten sind die Sumpfohreule, der Habichtskauz und die Zwergohreule.
Eulen unterscheiden sich durch ihre äußere Gestalt grundlegend von anderen Vögeln. Ihre spezifischen Merkmale sind geprägt durch die Spezialisierung auf die Jagd in der Nacht. Auffällig ist der große Kopf im Vergleich zum Rumpf und die nach vorn gerichteten, großen Augen. Klassifiziert man die in Deutschland brütenden Eulen nach ihren äußerlichen Merkmalen, lässt sich der in der Tabelle folgende Bestimmungsschlüssel aufstellen. Ein wichtiges Unterscheidungsmerkmal der Eulenarten sind die sogenannten Federohren, wie sie beispielsweise der Uhu besitzt. Da Eulen in der Regel nicht so leicht zu beobachten sind, ist ihr Ruf ein weiteres wichtiges Bestimmungsmerkmal.
Die meisten Eulen und Greifvögel produzieren ein sogenanntes Gewölle. Dieses Gewölle enthält unverdauliche Nahrungsreste, wie zum Beispiel Knochen, Haare, Gräten oder Schneckengehäuse. Aus dem Gewölle kann man nicht nur erkennen, was der Vogel gefressen hat, sondern auch, von welchem Vogel es stammt, da es oft sehr artspezifisch ist. Die Untersuchung des Gewölles kann daher zur Artbestimmung herangezogen werden. Neben der Größe des Gewölles ist insbesondere die Zusammensetzung von Bedeutung. Bei der Waldohreule, dem Waldkauz, dem Habichtskauz, der Sumpfohreule, der Schleiereule, und dem Uhu beträgt die durchschnittliche Gewölle-Größe 4–8 cm, bei den kleinen Eulen sind sie durchschnittlich nur 2,5–4 cm groß.

### Bestimmungsschlüssel für Eulen
In der linken Seite der Tabelle sind die 4 Eulenarten mit Federohren zu finden. Man unterscheidet sie vor allem nach der Körpergröße und im zweiten Schritt nach der Größe der Federohren. In der rechten Seite der Tabelle sind die 6 Eulenarten ohne Federohren zu finden. Hier wird zunächst auch nach Körpergröße unterschieden. Bei diesen 6 Arten wird im zweiten Schritt nach der Schleierform bzw. der Befederung der Zehen differenziert.
| mit Federohren   | mit Federohren                     | Ruf                                          |                                       | ohne Federohren               | ohne Federohren                                                                                     | ohne Federohren                    | Ruf |
| Größe            |                                    |                                              | Größe                                 | Schleierform bzw. Zehenfedern | |                                    |     |
| ---------------- | ---------------------------------- | -------------------------------------------- | ------------------------------------- | ----------------------------- | --------------------------------------------------------------------------------------------------- | ---------------------------------- | --- |
| sehr groß        | Uhu Länge: 65–72 cm                | ·                                            | krähengroß oder größer (Augen dunkel) | Schleier Oval                 | Waldkauz Gefieder rindenfarbig oder rötlichbraun, Länge: 39–42 cm                                   | Kuwitt-Ruf (m/w) · Ruf Männchen: · |     |
| etwa krähengroß  | Sumpfohreule sehr kurze Federohren | Ruf Sumpfohreule                             | krähengroß oder größer (Augen dunkel) | Schleier Oval                 | Habichtskauz Gefieder graubraun, Länge: 55–62 cm                                                    | Ruf Habichtskauz                   |     |
| etwa krähengroß  | Waldohreule lange Federohren       |                                              | krähengroß oder größer (Augen dunkel) | Schleier herzförmig           | Schleiereule Länge: ca. 34 cm                                                                       |                                    |     |
| deutlich kleiner | Zwergohreule Länge: 19–21 cm       |                                              | kleiner als Krähe (Augen hell)        | Zehen dicht weiß befedert     | Raufußkauz Größe (24–26 cm) etwa wie Steinkauz, jedoch Kopf größer und Schleier deutlich abgegrenzt |                                    |     |
| deutlich kleiner | Zwergohreule Länge: 19–21 cm       | Sperlingskauz nur Starengroß, Länge:16–17 cm | kleiner als Krähe (Augen hell)        | Zehen dicht weiß befedert     | |                                    |     |
| deutlich kleiner | Zwergohreule Länge: 19–21 cm       | Zehen nicht weiß befedert                    | kleiner als Krähe (Augen hell)        | Steinkauz Länge: ca. 22 cm    | |                                    |     |